# Grote roodbuikspecht
De grote roodbuikspecht (Campephilus haematogaster) is een vogel uit de familie Picidae (Spechten). De subliemspecht was eerder een ondersoort van deze specht maar is afgesplitst als een aparte soort.

## Verspreiding en leefgebied
Deze soort komt voor in centraal Colombia en van oostelijk Ecuador tot centraal Peru.